# Санта-Марія-Маджоре
Санта-Марія-Маджоре (італ. Santa Maria Maggiore, п'єм. Santa Marìa) — муніципалітет в Італії, у регіоні П'ємонт,  провінція Вербано-Кузіо-Оссола.
Санта-Марія-Маджоре розташована на відстані близько 570 км на північний захід від Рима, 135 км на північний схід від Турина, 23 км на північ від Вербанії.
Населення — 1271 особа (2014).
Щорічний фестиваль відбувається 5 серпня. Покровитель — Madonna della neve.

## Демографія
Населення за роками:

Станом на 1 січня 2023 року в муніципалітеті офіційно проживало 70 іноземців з 17 країн, серед них 33 громадяни країн Євросоюзу та 16 громадян України.

## Сусідні муніципалітети
- Кампо-(валлемаджа)
- Краведжа
- Друоньо
- Малеско
- Мазера
- Монтекрестезе
- Точено
- Тронтано
- Верджелетто